# Moschea di Molla Çelebi
La moschea di Molla Çelebi è una moschea imperiale ottomana situata nel quartiere di Fındıklı a Istanbul, in Turchia.